# Mistrovství světa v zápasu řecko-římském 1989
Mistrovství světa v zápasu řecko-římském proběhlo v Martigny, Švýcarsko v roce 1989.

## Výsledky
| Kategorie | Podrobnosti | Zlato                    | Stříbro                   | Bronz                    |
| --------- | ----------- | ------------------------ | ------------------------- | ------------------------ |
| -48 kg    | podrobně    | Oleh Kučerenko (URS)     | Lars Rønningen (NOR)      | Kwon Tok-jong (KOR)      |
| -52 kg    | podrobně    | Alexandr Ignatěnko (URS) | Remzi Öztürk (TUR)        | An Han-pong (KOR)        |
| -57 kg    | podrobně    | Emil Ivanov (BUL)        | Alexandr Šestakov (URS)   | András Sike (HUN)        |
| -62 kg    | podrobně    | Kamandar Madžidov (URS)  | Ho Pjong-ho (KOR)         | Mario Olivera (CUB)      |
| -68 kg    | podrobně    | Claudio Pasarelli (FRG)  | Ghani Yalouz (FRA)        | Levon Džulfalakjan (URS) |
| -74 kg    | podrobně    | Daulet Turlychanov (URS) | Anton Arghira (ROU)       | Petar Tenev (BUL)        |
| -82 kg    | podrobně    | Tibor Komáromi (HUN)     | Michail Mamijašvili (URS) | Magnus Fredriksson (SWE) |
| -90 kg    | podrobně    | Maik Bullmann (GDR)      | Mike Foy (USA)            | Roger Gries (FRG)        |
| -100 kg   | podrobně    | Gerhard Himmel (FRG)     | Ilija Vasilev (BUL)       | Anatolij Fedorenko (URS) |
| -130 kg   | podrobně    | Alexandr Karelin (URS)   | László Klauz (HUN)        | Tomas Johansson (SWE)    |